# Рина (ураган, 2011)
Ураган «Рина» (англ. Hurricane Rina) — мощный и медленно движущийся тропический циклон, который вызвал незначительные разрушения в северо-западной части Карибского моря в конце октября 2011 года.
Предупреждение о тропическом циклоне были выпущены в Белизе, Гондурасе и Мексике. Carnival Cruise Lines изменила восемь маршрутов своих судов, чтобы избежать столкновения с циклоном. В Мексике сотням людей было приказано эвакуироваться из Пунта-Аллена. Власти открыли в Канкуне 50 аварийных приютов. Однако, поскольку шторм значительно ослаб до выхода на сушу, на Мексику было лишь незначительное воздействие, в основном наводнение в некоторых низменных районах, поваленные деревья и линии электропередач. Конвергенция, вызванная холодным фронтом влага из Рины вызвала сильные дожди в некоторых частях юго-востока Флориды. В округах Бровард, Майами-Дейд и Палм-Бич было затоплено несколько улиц, и десятки домов пострадали от воды. Только в округе Бровард было затоплено около 160 домов. Дальше на север в районе пролива Хобе возникли два торнадо, один из которых повредил 42 дома на колесах, 2 машины и несколько деревьев, ущерб от урагана составил около 2,3 млн $ (2011 USD).

## Метеорологическая история

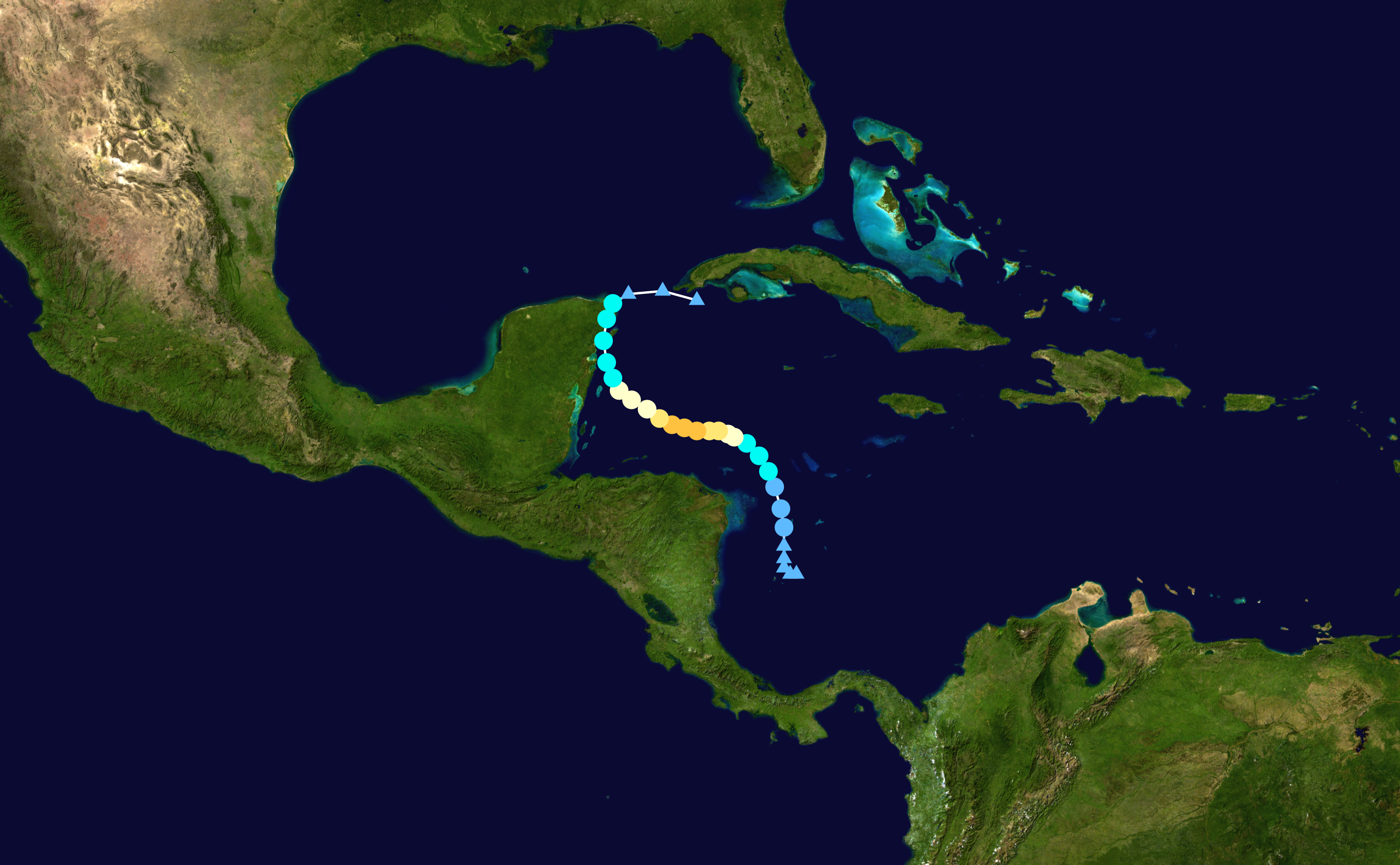
Карта пути и интенсивности Тропического шторма Гамма по шкале Саффира — Симпсона

Тропическая волна вышла из западного побережья Африки 9 октября. Достигнув Атлантики на относительно низких широтах, волна сначала имела небольшую конвекцию, а затем 12 октября ненадолго усилились ливни и грозы, когда система взаимодействовала с впадиной верхнего уровня. Однако конвекция вскоре уменьшилась и осталась минимальной под волной, пересекшей Наветренные острова 16 октября. Достигнув западной части Карибского моря, волна начала проявлять признаки развития 19 октября, но сдвиг ветра был слишком сильный для тропического циклогенеза. Позже в тот же день холодный фронт вошёл в северо-западную часть Карибского бассейна и, возможно, внесли свой вклад в дальнейшее развитие системы. 21 октября после усиления конвекции около оси волны образовалась широкая область низкого давления. Однако ветры на верхних уровнях были описаны только как «умеренно благоприятные», и ожидалось, что относительно сухой воздух в регионе будет препятствовать развитию. В течение всего дня 22 октября атмосферное давление снижалось, и циркуляция постоянно становилась лучше, в то время как конвекция значительно усилилась на западной стороне системы и около центра. Около 06:00 UTC 23 октября система превратилась в восемнадцатую тропическую депрессию, находящуюся примерно в 105 км к северу от острова Провиденсия.
Впадина первоначально продвинулась на север через в горной хребет, вызванный широкой впадиной среднего уровня, расположенной над юго-востоком Соединённых Штатов. Национальный центр ураганов (NHC) начал выдавать рекомендательные в 21:00 UTC 23 октября и первоначально предполагался, что атмосферные условия будут только благоприятной достаточно в течение следующих пяти дней для депрессии, чтобы достичь умеренной или сильной интенсивности тропического шторма. К 00:00 по всемирному координированному времени на следующий день депрессия усилилась, превратившись в тропический шторм Рина. После этого сдвиг восточного ветра значительно уменьшился, что позволило Рине усилиться и превратиться в ураган 1-й категории поздно вечером 24 октября, двигаясь по теплым температурам поверхности моря.. Затем ураган снова повернул на запад, когда над Мексиканским заливом снова усилились ветра среднего и верхнего уровня.
Спутниковые снимки стали показывать наличие конвективных полос, а разведывательные полеты показали, что ураган замедлился в своем движении на запад-северо-запад. Ураган продолжал усиливаться над теплыми водами при слабом сдвиге ветра, и к 06:00 UTC 25 октября ураган перешёл в шторм 2 категорию Рина продолжала усиливаться поскольку усиливались ветры и начал развиваться маленький глаз из-за расположения урагана над очень теплыми водами океана и хорошо установленного оттока на верхних уровнях. Ураган продолжал свое движение с запада на северо-запад, огибая средний гребень к северу. Благодаря благоприятным погодным условиям, Рина продолжала укрепляться ранним вечером, превратившись в ураган 3 категории в 18:00 по всемирному координированному времени. Шесть часов спустя Рина достигла пика интенсивности с устойчивым ветром 115 миль в час (185 км/ч) и минимальным барометрическим давлением 966 мбар (гПа; 28,53 дюйма ртутного столба), когда она находилась примерно в 253 милях (407 км) к востоку-юго-востоку от Четумаля.
Однако пик интенсивности Рины длился недолго, и через двенадцать часов после пиковой интенсивности он упал ниже уровня сильного урагана. К 26 октября Рина значительно ослабла из-за увеличения сдвига ветра и была понижена до 1 категории ураган в 18:00 по всемирному координированному времени. В этот день система двигалась в основном в направлении запад-северо-запад и северо-запад, поскольку она двигалась по периферии хребта. К 12:00 UTC 27 октября, система была понижена до тропического шторма, находясь примерно в 86 милях (138 км) к юго-юго-востоку от Тулума, Мексика. Позже в тот же день начался поворот на север, и сильный сдвиг ветра вызвал дополнительное ослабление. В 02:00 по Гринвичу 28 октября шторм обрушился на берег около Паамула, примерно в 19 км к юго-западу от Плайя-дель-Кармен, при скорости ветра 60 миль в час (95 км / ч). Сильный сдвиг ветра заставил всю конвекцию около центра рассеяться, и Рина превратилась в остаточный минимум в проливе Юкатан к 18:00 по всемирному координированному времени в тот день. Остаточный минимум переместился в направлении северо-восток и восток в потоке низкого уровня перед холодным фронтом и рассеялся рано утром следующего дня к юго-востоку от западной Кубы.

## Подготовка и последствия

### Центральная Америка

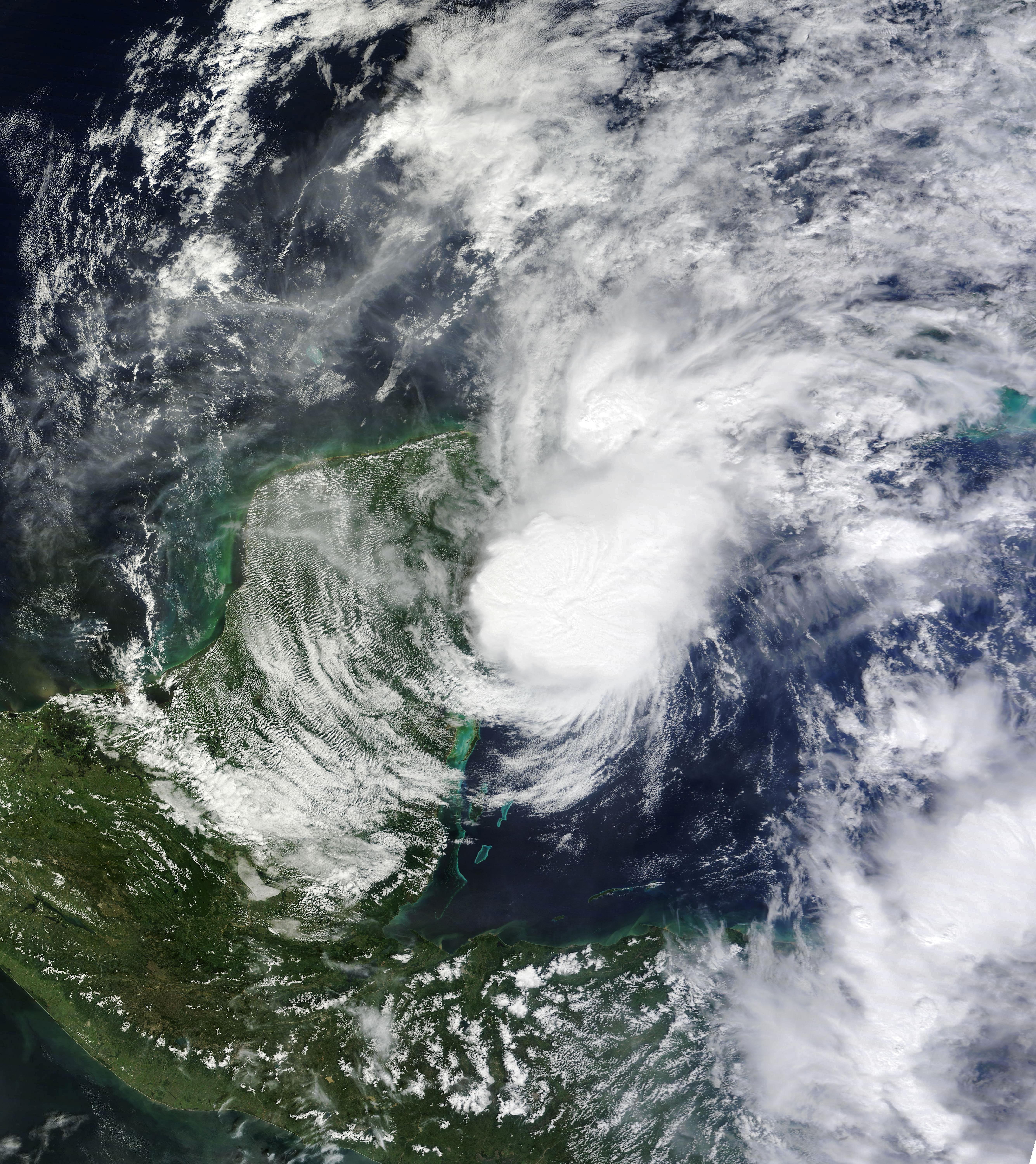
Тропический шторм Рина приближается к полуострову Юкатан 27 октября

После усиления было выпущено предупреждение про тропический шторм от Пунта-Кастилья, Никарагуа, до границы между Гондурасом и Никарагуа; после того, как система перешла на север, предупреждение были сняты. В 09:00 по Гринвичу 25 октября предупреждение были объявлены в Мексике.
Готовясь к шторму, президент Никарагуа Даниэль Ортега приказал военно-морскому судну эвакуировать жителей из низменных частей страны; однако связь с кораблем была потеряна на два дня. Позже все 29 пассажиров были найдены целыми и невредимыми. Тем временем, Carnival Cruise Lines изменила восемь маршрутов своих судов, чтобы избежать развивающегося циклона. Губернатор Кинтана-Роо приказал сотням людей эвакуироваться из деревни Пунта Аллен в убежища. В Канкуне власти открыли 50 убежищ, а жители города закупили все необходимое и заправились бензином. Морские парки в городе были вынуждены переселить более двух дюжин дельфинов в более безопасные места подальше от моря. Небольшие лодки и водные мотоциклы были увезены из местных пристаней, а работники близлежащих торговых центров начали забивать свои окна.
У выхода на берег на полуострове Юкатан, максимальный порыв ветра около 44 миль в час (71 км / ч) в Пуэрто-Авентурас.. В остальном, в результате резкого ослабления системы, влияние оставалось незначительным.

### США
Национальное управление по аэронавтике и исследованию космического пространства (НАСА) было вынуждено вырезать краткость экологической миссии, чтобы избежать прогнозируемого пути урагана, с агентством определения того, что шторм создает достаточно угрозы для их экстремальных окружающей среды полетных операций вблизи Key Largo, Флорида, в это время как Рина слабела внутри страны над полуостровом Юкатан, влажность на среднем и верхнем уровнях начала достигать Южной Флориды, поскольку холодный фронт продвигался на юг через штат. Это вызвало сближение, которое, в свою очередь, привело к развитию сильных ливней и гроз над юго-востоком Флориды. Рано утром 29 октября было выпущено предупреждение о внезапном наводнении на юге Палм-Бич и северные округа Бровард. Вскоре после этого было выпущен предупреждение про наводнение в Палм-Бич и Бровард, а также для округов Коллиер, Глэйдс, Хендри и Майами-Дейд. Короткий перерыв утром 29 октября, после обеда возобновились сильные осадки. Общее количество осадков достигло пика в 15,79 дюйма (401 мм) в Бока-Уэст, в то время как в Форт-Лодердейле наблюдалось немного меньшее количество — 15,23 дюйма (387 мм). Дожди вызвали Майами-Бич октябрь будет самым влажным месяцем за всю историю наблюдений. В некоторых районах юго-восточной Флориды менее чем за шесть часов выпало от 5 до 7 дюймов (от 130 до 180 мм) осадков.

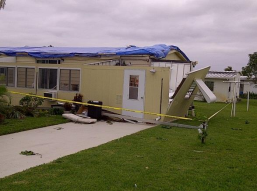
Мобильный дом, поврежденный торнадо в Хобе-Саунд

Из-за проливных дождей около 2000 потребителей в Южной Флориде остались без электричества. В округе Майами-Дейд вода затопила множество дорог и проникла в десятки домов, особенно в Корал-Гейблс, Коконат-Гров, Катлер-Бей, Ки-Бискейн и Пальметто-Бей, причем в некоторых районах вода достигала 4 футов (1,2 м) в высоту. Западная половина Ки-Бискейна была затоплена. В округе Бровард по меньшей мере 160 домов и зданий пострадали от воды. Несколько улиц были закрыты в Форт-Лодердейле, Окленд-парке, Помпано-Бич и Уилтон-Мэнорс.. В Форт-Лодердейле открыли приют для вынужденных переселенцев. В Корал-Спрингс также были переполнены каналы. Несколько улиц были затоплены в округе Палм-Бич, особенно в Бока-Ратон, Бойнтон-Бич, Делрей-Бич и Хайленд-Бич, но вода не попадала в дома или здания. В западной части округа Палм-Бич из-за дождя затопили некоторые сельскохозяйственные угодья, что привело к задержке сбора урожая сахарного тростника и остановке посадки овощей. 31 октября озеро Окичоби стояло на высоте 13,47 футов (4,11 м), что примерно на 0,71 м (2,34 фута) выше, чем месяцем ранее.
Дальше на север 29 октября в районе пролива Хобе возникли два торнадо, оба получили рейтинг EF-0 по расширенной шкале Фудзита. Первый торнадо повредил 42 передвижных дома, при этом один из них потерял крышу, и его разнесло примерно на 150 футов (46 м) по ветру. Были повреждены две машины, несколько деревьев были вырваны с корнем или сломанные ветви. Другой торнадо поврег ряд передвижных домов. После непродолжительного подъёма торнадо снова приземлился в густо заросшем лесом сообществе, сорвав ветви с нескольких деревьев. При пересечении Берегового водного пути торнадо повредил пять лодок, одна из которых зафиксировала порыв ветра со скоростью 75 миль в час (121 км / ч). Во Флориде ущерб достиг примерно 2,3 миллиона долларов.